# Rott (Wuppertal)
Das Wuppertaler Wohnquartier Rott ist eines von zehn Quartieren des Stadtbezirks Barmen.

## Geographie
Das 0,76 km² große Wohnquartier in Barmen wird im Nordwesten von der Schönebecker Straße, im Nordosten und Osten von der Carnaper Straße und dem Steinweg, im Süden von der Straße Hohenstein begrenzt. Im Westen verläuft die Grenze von der Schönebecker Straße kommend ein Stück über die Nordbahntrasse, die Buchenstraße herunter, die Kastanienstraße und die Eichenstraße entlang in die Tulpenstraße und dann durch die Grünanlage hinab zur Straße Hohenstein. Im Uhrzeigersinn umgeben die Wohnquartiere Sedansberg, Barmen-Mitte, Friedrich-Engels-Allee, Loh und Clausen das Wohnquartier Rott.
Das Wohnquartier ist fast vollständig mit Wohngebäuden bedeckt. Zu den wenigen Freiräumen gehören die kleinen Parkanlagen Schönebecker Busch und am Hohenstein. Markant ist der Hochbunker im Quartier.

## Namensherkunft
Bei der Bezeichnung „Rott“ handelt es sich um einen alten Flurnamen: 1591 „Rade“, 1642 „Radt“, 1684 „Rodt“, 1698 „Ratt“ (=Rodung). Hier befand sich früher ein dichtes Waldgebiet (das bis auf den Schönebecker Busch gerodet wurde) und ein Hof „aufm Rod“. Von diesem Hof stammt die Familie Rath, die sich in eine Barmer und Elberfelder Linie spaltete. Zum Elberfelder – 1840 geadelten – Zweig gehörte der Legationssekretär Ernst vom Rath, auf dessen Ermordung 1938 die „Reichskristallnacht“ folgte.

## Einrichtungen auf dem Rott
Im Quartier liegen fünf Schulen: Die Grundschule Eichenstraße, die Grundschule Thorner Straße, die Realschule Hohenstein, die Helene-Stöcker-Schule (Förderschule, Standort Eichenstraße) und die Bernhard-Letterhaus-Schule (Städt. kath. Hauptschule). In der Rödiger Str. 69 befindet sich die Stadtteilbibliothek Am Rott.
Zur Kinderbetreuung gibt es die Städtische Kindertagesstätte Schönebecker Platz (Familienzentrum), den städtischen Kindergarten Annabergstraße, den städtischen Kindergarten Rödiger Straße sowie das Spielplatzhaus Schönebecker Busch.
Im Schönebecker Busch liegen zudem der Fußballplatz, die Freizeit-Sportanlage und das Vereinsheim des SC Viktoria Rott 89.
Am Ende der Föhrenstraße befindet sich die Elisabeth-Heimstatt der katholischen Kirchengemeinde St. Antonius. Hier wohnen Menschen, welche mit einer psychischen Erkrankung leben müssen. Die Elisabeth Heimstatt betreut zudem im gesamten Wuppertaler Raum Menschen mit einer psychischen Erkrankung.
Wie in fast allen Wuppertaler Wohnquartieren gibt es auch auf dem Rott einen aktiven Bürgerverein, den Rotter Bürgerverein 1902 e. V. (RBV). Der RBV veranstaltet seit 1971 jedes Jahr im September im Schönebecker Busch das „UNICEF-Kinder- und Herbstfest“.
Weiterhin liegt in der Rödiger Straße die Rotter Kirche der Evangelischen Kirchengemeinde Unterbarmen.

## Verkehrsinfrastruktur

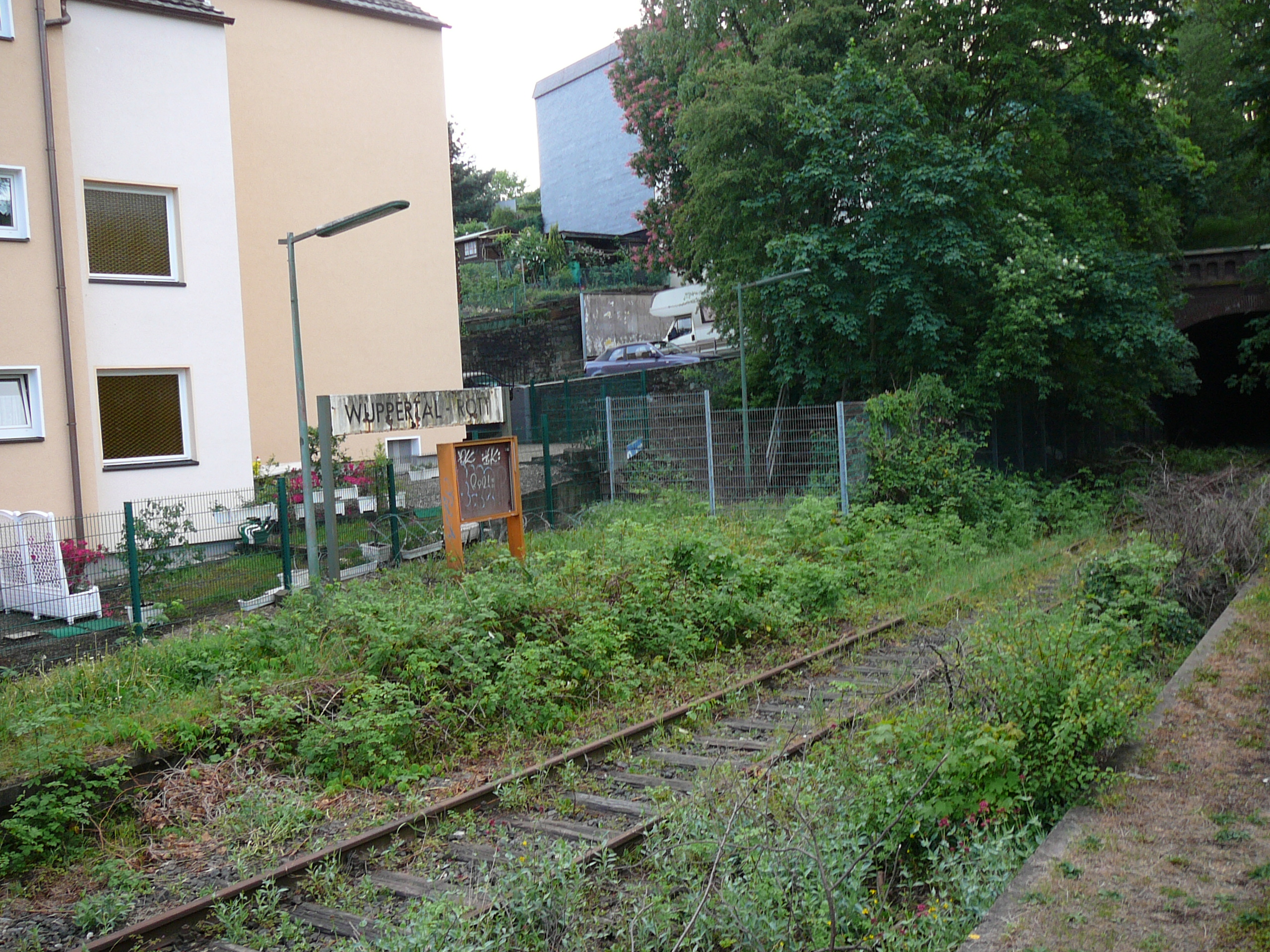
Der Haltepunkt Wuppertal-Rott nach der Stilllegung

Die stillgelegte Bahnstrecke Düsseldorf-Derendorf–Dortmund Süd (Wuppertaler Nordbahn) unterquert im Rott-Tunnel das Wohnquartier und besaß im Wohnquartier einen 1952 eingerichteten Haltepunkt unter dem Namen Wuppertal-Rott. Von hier aus konnten Berufspendler und Schüler die Triebwagen für eine Fahrt in andere Stadtteile nutzen. Dieser wurde bis 1991 bedient.
Heute wird der Stadtteil primär von den Buslinien 604 und 614 der Wuppertaler Stadtwerke erschlossen, die den Rott an das Zentrum von Wuppertal-Barmen anbinden.